# Abdelaziz Mohamed Ahmed
Abdelaziz Mohamed Ahmed, född 12 oktober 1994, är en sudanesisk simmare.
Mohamed Ahmed tävlade för Sudan vid olympiska sommarspelen 2016 i Rio de Janeiro, där han blev utslagen i försöksheatet på 50 meter frisim.